# كروفا
كروفا هي بلدية في مقاطعة فرشيلي التابعة لإقليم بييمونتي الإيطالي، تقع على بعد حوالي 50 كيلومتر (31 ميل) إلى الشمال الشرقي من مدينة تورينو وحوالي 15 كيلومتر (9 ميل) إلى الغرب من فيرتشيلي. في 31 كانون الأول / ديسمبر 2004 كان عدد سكانها 431 نسمة، وتبلغ مساحتها 14.2 كيلومتر مربع (5.5 ميل2).
بلدية كورفا تحتوي على فراتسيوني (تقسيمات فرعية للقرى والنجوع) فيانسينو.
تقع كروفا على حدود البلديات التالية: لينانا، رونسيكو، سالاسكو، سان جرمانو فيرسيلسي، سانثيا، ترونزانو فيرسيلسي.